# Stenichnus collaris
Stenichnus collaris är en skalbaggsart som först beskrevs av Müller och Kunze 1822.  Stenichnus collaris ingår i släktet Stenichnus, och familjen glattbaggar. Arten är reproducerande i Sverige.